# Noema
Il termine greco νόημα (noema) significa "pensiero" o "concetto", opposto a "sensazione" o "dato sensibile" (αισθημα, "àisthëma").
In retorica, il noema è considerato una figura che evidenzia un concetto esprimendolo con uno stile differente rispetto al contesto.

## Storia del termine

### Parmenide
L'uso del termine si trova per la prima volta in Parmenide che identifica il "pensiero" come "pensiero della verità" non diverso dal "ragionamento vero" che viene contrapposto alle "opinioni mortali", contingenti, derivate dai sensi.
Il termine noema sembra avere qui un significato di attività di pensiero come si riscontra anche nel Parmenide di Platone dove si ipotizza che le idee siano pensiero (noema) di qualcosa di pensato come "uno" (noùmenon hèn eìnai)

### Aristotele
In Aristotele "noema" assume, nell'ambito del pensiero, il significato passivo di "cosa pensata" o "concetto" corrispondendo, nell'ambito della sensibilità, alla  "àisthëma", la "cosa percepita".
Il noema, secondo Aristotele, si origina dalla elaborazione ad opera della phantasìa, l'immaginazione, di dati sensibili occasionalmente colti, contingenti, che danno luogo alla fine a immagini mentali che invece non mutano (phantàsmata).
Queste immagini mentali possono essere qualcosa che persiste nella memoria, il ricordo ad esempio di un particolare uomo, oppure l'immagine, priva di caratteri specifici, ad esempio, di "uomo" in generale.
Il primo tipo d'immagini mentali concorre a formare l'esperienza, mentre intervenendo il pensiero sul secondo tipo d'immagini, si formano i "concetti puri" (noémata) che possono essere:
- semplici, corrispondendo ai vocaboli generali di una lingua, oppure
- complessi quando i concetti semplici vengono uniti o disgiunti, tramite l'unità di un pensiero, in una asserzione affermativa o negativa che abbia senso unitario.[5]

### Husserl
Il termine noema (Noema) insieme a noesis    (Noesi)  si ritrova in Edmund Husserl. Nella fenomenologia husserliana infatti il "contenuto noematico" (Noema) viene colto dalla "coscienza intenzionale" (Noesi). Quando ad esempio si percepisce o si desidera qualcosa, il noema, coincide nell'esperienza stessa, con il dato oggettivo percepito o desiderato (Erlebnis), mentre l'azione del percepire o desiderare è la noesi   medesima, che è  la forma soggettiva dell'Erlebnis.